# Toray Pan Pacific Open 2015
Toray Pan Pacific Open 2015 — жіночий тенісний турнір, що проходив на відкритих кортах з твердим покриттям. Це був 32-й за ліком Toray Pan Pacific Open. Належав до серії Premier у рамках Туру WTA 2015. Відбувся в Ariake Coliseum у Токіо (Японія). Тривав з 21 до 27 вересня 2015. Агнешка Радванська здобула титул в одиночному розряді.

## Очки і призові

### Нарахування очок
| Дисципліна       | П   | Ф   | ПФ  | ЧФ  | 1/8 | 1/16 | Q   | Q3  | Q2  | Q1  |
| Одиночний розряд | 470 | 305 | 185 | 100 | 55  | 1    | 25  | 18  | 13  | 1   |
| Парний розряд    | 470 | 305 | 185 | 100 | 1   | Н/Д  | Н/Д | Н/Д | Н/Д | Н/Д |

### Призові гроші
| Дисципліна       | П        | F        | ПФ      | ЧФ      | 1/8     | 1/16*  | Q3     | Q2     | Q1     |
| Одиночний розряд | $195,092 | $104,470 | $55,798 | $22,146 | $11,894 | $7,550 | $3,369 | $1,800 | $1,000 |
| Парний розряд†   | $45,302  | $23,988  | $13,196 | $6,720  | $3,646  | Н/Д    | Н/Д    | Н/Д    | Н/Д    |

↑ 
↑ 

## Учасниці основної сітки в одиночному розряді

### Сіяні пари
| Країна    | Гравчиня             | Рейтинг | Сіяні |
| --------- | -------------------- | ------- | ----- |
| Данія     | Каролін Возняцкі     | 6       | 1     |
| Сербія    | Ана Іванович         | 7       | 2     |
| Іспанія   | Гарбінє Мугуруса     | 9       | 3     |
| Чехія     | Кароліна Плішкова    | 10      | 4     |
| Німеччина | Анджелік Кербер      | 11      | 5     |
| Іспанія   | Карла Суарес Наварро | 12      | 6     |
| Польща    | Агнешка Радванська   | 14      | 7     |
| Швейцарія | Белінда Бенчич       | 15      | 8     |

- Рейтинг подано станом на 14 вересня 2015[5]

### Інші учасниці
Учасниці, що потрапили до основної сітки завдяки вайлд-кард:
- Місакі Дой
- Наомі Осака

Гравчині, що потрапили до основної сітки через стадію кваліфікації:
- Катерина Бондаренко
- Ана Конюх
- Ольга Савчук
- Сюй Їфань

### Відмовились від участі
До початку турніру
- Ежені Бушар →її замінила Алісон Ріск
- Анастасія Павлюченкова →її замінила Медісон Бренгл
- Луціє Шафарова →її замінила Коко Вандевей

### Знялись
- Міряна Лучич-Бароні

## Учасниці основної сітки в парному розряді

### Сіяні пари
| Країна            | Гравчиня          | Країна            | Гравчиня             | Рейтинг1 | Сіяна |
| ----------------- | ----------------- | ----------------- | -------------------- | -------- | ----- |
| США               | Ракель Копс-Джонс | США               | Абігейл Спірс        | 30       | 1     |
| Китайський Тайбей | Чжань Юнжань      | Китайський Тайбей | Чжань Хаоцін         | 35       | 2     |
| Іспанія           | Гарбінє Мугуруса  | Іспанія           | Карла Суарес Наварро | 42       | 3     |
| Швейцарія         | Белінда Бенчич    | Франція           | Крістіна Младенович  | 78       | 4     |

- Рейтинг подано станом на 14 вересня 2015

### Інші учасниці
Нижче наведено пари, які отримали вайлдкард на участь в основній сітці:
- Місакі Дой /  Курумі Нара

### Відмовились від участі
До початку турніру
- Белінда Бенчич (вірусне захворювання)

Під час турніру
- Домініка Цібулкова (хворобу шлунково-кишкового тракту)

## Переможниці та фіналістки

### Одиночний розряд
- Агнешка Радванська —  Белінда Бенчич, 6–2, 6–2

### Парний розряд
- Гарбінє Мугуруса /  Карла Суарес Наварро —  Чжань Хаоцін /  Чжань Юнжань, 7–5, 6–1